# USS Sunfish (SS-281)
USS Sunfish (SS-281) là một tàu ngầm lớp Gato từng phục vụ cùng Hải quân Hoa Kỳ trong Chiến tranh Thế giới thứ hai. Nó là chiếc tàu chiến đầu tiên của Hải quân Hoa Kỳ được đặt cái tên này, theo tên loài cá mặt trăng. Nó đã phục vụ trong suốt Thế chiến II, thực hiện tổng cộng mười một chuyến tuần tra, đánh chìm 16 tàu Nhật Bản, bao gồm một tàu frigate, với tổng tải trọng 59.815 tấn, xếp thứ 15 về số lượng tàu trong số tàu ngầm Hoa Kỳ có thành tích nổi bật nhất trong chiến tranh. Được cho ngừng hoạt động sau khi xung đột chấm dứt vào năm 1945, nó tiếp tục phục vụ như một tàu huấn luyện trong thành phần dự bị cho đến khi bị bán để tháo dỡ vào năm 1960. Sunfish được tặng thưởng chín Ngôi sao Chiến trận do thành tích phục vụ trong Thế Chiến II.

## Thiết kế và chế tạo
Lớp tàu ngầm Gato được thiết kế cho mục đích một tàu ngầm hạm đội nhằm có tốc độ trên mặt nước cao, tầm hoạt động xa và vũ khí mạnh để tháp tùng hạm đội chiến trận. Con tàu dài 311 ft 9 in (95,02 m) và có trọng lượng choán nước 1.525 tấn Anh (1.549 t) khi nổi và 2.424 tấn Anh (2.463 t) khi lặn. Chúng trang bị động cơ diesel dẫn động máy phát điện để cung cấp điện năng cho bốn động cơ điện, đạt được công suất 5.400 shp (4.000 kW) khi nổi và 2.740 shp (2.040 kW) khi lặn, cho phép đạt tốc độ tối đa 21 hải lý trên giờ (39 km/h) và 9 hải lý trên giờ (17 km/h) tương ứng. Tầm xa hoạt động là 11.000 hải lý (20.000 km) khi đi trên mặt nước ở tốc độ 10 hải lý trên giờ (19 km/h) và có thể hoạt động kéo dài đến 75 ngày và lặn được sâu tối đa 300 ft (90 m).
Lớp tàu ngầm Gato được trang bị mười ống phóng ngư lôi 21 in (530 mm), gồm sáu ống trước mũi và bốn ống phía phía đuôi tàu, chúng mang theo tối đa 24 quả ngư lôi. Vũ khí trên boong tàu gồm một hải pháo 3 inch/50 caliber, và thường được tăng cường một khẩu pháo phòng không Bofors 40 mm nòng đơn và một khẩu đội Oerlikon 20 mm nòng đôi, kèm theo súng máy .50 caliber và .30 caliber. Tiện nghi cho thủy thủ đoàn bao gồm điều hòa không khí, thực phẩm trữ lạnh, máy lọc nước, máy giặt và giường ngủ cho hầu hết mọi người, giúp họ chịu đựng cái nóng nhiệt đới tại Thái Bình Dương cùng những chuyến tuần tra kéo dài đến hai tháng rưỡi.
Sunfish được đặt lườn tại Xưởng hải quân Mare Island ở Vallejo, California vào ngày 25 tháng 9, 1941. Nó được hạ thủy vào ngày 2 tháng 5, 1942, được đỡ đầu bởi bà Joseph W. Fowler, và được cho nhập biên chế cùng Hải quân Hoa Kỳ vào ngày 15 tháng 7, 1942 dưới quyền chỉ huy của Hạm trưởng, Trung tá Hải quân Richard Ward Peterson.

## Lịch sử hoạt động

### 1942
Sau khi hoàn tất việc chạy thử máy huấn luyện tại vùng biển ngoài khơi San Diego, California, Sunfish quay trở lại San Francisco, California để sửa chữa sau chạy thử máy. Nó khởi hành vào ngày 26 tháng 10, 1942 để hướng sang khu vực quần đảo Hawaii, và đi đến Trân Châu Cảng vào ngày 1 tháng 11.

#### Chuyến tuần tra thứ nhất
Lên đường vào ngày 23 tháng 11 cho chuyến tuần tra đầu tiên, Sunfish đi đến vùng biển ngoài khơi các đảo Honshū và Hokkaidō, Nhật Bản. Nó đã rải một bãi thủy lôi ở lối ra vào Iseno Umi trong đêm 16 tháng 12, rồi hai ngày sau đó đã phóng ngư lôi gây hư hại cho chiếc Kyowa Maru. Con tàu kết thúc chuyến tuần tra khi quay trở về Midway vào ngày 14 tháng 1, 1943.

### 1943

#### Chuyến tuần tra thứ hai
Trong chuyến tuần tra thứ hai từ ngày 4 tháng 2 đến ngày 3 tháng 4, 1943 tại khu vực biển Đông, trong đêm 4 tháng 3, Sunfish đã phóng ngư lôi vào một tàu không rõ nhận dạng, khiến đối phương hư hại và cbốc cháy. Chỉ hai ngày sau đó, nó tấn công một tàu vận tải với một loạt bốn quả ngư lôi và ghi được ba quả trúng đích; khi chiếc tàu ngầm trồi lên độ sâu kính tiềm vọng để quan sát, nó bị một tàu khu trục đối phương tấn công bằng mìn sâu khiến nó hư hại nhẹ. Vào đêm 13 tháng 3, nó phóng ngư lôi đánh chìm được chiếc tàu chở hàng Kosei Maru (3,262 tấn) tại tọa độ 29°04′B 129°17′Đ / 29,067°B 129,283°Đ. Nó kết thúc chuyến tuần tra khi quay trở về Trân Châu Cảng.

#### Chuyến tuần tra thứ ba, thứ tư và thứ năm
Trong chuyến tuần tra thứ ba từ ngày 4 tháng 5 đến ngày 24 tháng 6 tại các tuyến đường hàng hải gần Truk, không tìm thấy mục tiêu nào phù hợp. Thay vào đó nó đã trinh sát đảo Angaur, Palau vào ngày 23 tháng 5, rồi bắn phá đảo Fais năm ngày sau đó.
Trong chuyến tuần tra tiếp theo từ ngày 28 tháng 7 đến ngày 25 tháng 9, nó hoạt động tại vùng biển chung quanh Đài Loan. Hai đợt tấn công tiến hành vào ngày 13 tháng 8 đã giúp đánh chìm được tàu chở dầu Kosei Maru (3.262 tấn) và làm nổ tung chiếc pháo hạm cải biến Edo Maru (1.299 tấn). Đến sáng sớm ngày 4 tháng 9, nó tiếp tục tấn công một đoàn tàu mười chiếc và đánh chìm được tàu chở hành khách Kozon Maru (4.180 tấn).
Sau khi được tái trang bị tại Trân Châu Cảng, Sunfish lên đường vào ngày 16 tháng 10 cho chuyến tuần tra thứ năm tại khu vực Đông Bắc Đài Loan. Nó lại không tìm thấy mục tiêu nào phù hợp và phải quay trở về căn cứ.

### 1944

#### Chuyến tuần tra thứ sáu
Khởi hành từ Trân Châu Cảng vào ngày 14 tháng 1, 1944 chuyến tuần tra thứ sáu dọc các tuyến đường hàng hải giữa các quần đảo Caroline và Mariana, Sunfish đã trinh sát hình ảnh đảo Kusaie cùng một đảo san hô khác tại quần đảo Caroline từ ngày 21 đến ngày 30 tháng 1. Đến ngày 23 tháng 2, nó thực hiện bốn lượt tấn công vào một đoàn tàu vận tải, đánh chìm được các tàu chở hàng Kunishima Maru (4.083 tấn) và Shinyubari Maru (5.354 tấn). Quay trở về Trân Châu Cảng vào ngày 7 tháng 3, con tàu được lệnh tiếp tục quay trở về vùng bờ Tây để được đại tu.

#### Chuyến tuần tra thứ bảy
Hoàn tất công việc trong xưởng tàu và quay trở lại Trân Châu Cảng, Sunfish xuất phát từ đây vào ngày 22 tháng 6 cho chuyến tuần tra thứ bảy tại khu vực quần đảo Kuril. Nó đã đánh chìm tàu chở hành khách Shanmai Maru (2.577 tấn) trong đêm 5 tháng 7, rồi sang ngày hôm sau đã tiêu diệt một đoàn 14 thuyền buồm và tàu đánh cá bằng hải pháo. Đến sáng ngày 9 tháng 7, nó lại phóng ngư lôi đánh chìm tàu chở hàng Taihei Maru (6.284 tấn), rồi quay trở về Midway để được tái trang bị từ ngày 1 đến ngày 19 tháng 8.

#### Chuyến tuần tra thứ tám
Trong chuyến tuần tra thứ tám từ ngày 20 tháng 8 đến ngày 27 tháng 9, Sunfish xuất phát từ Midway để hoạt động tại vùng biển Hoàng Hải, và đã đánh chặn một đoàn tàu vận tải tại eo biển Tsushima vào ngày 10 tháng 9, đánh chìm tàu chở dầu Chihaya Maru (4.701 tấn) và gây hư hại cho nhiều chiếc khác. Đến đêm 13 tháng 9, nó lại tấn công một đoàn tàu vận tải và đánh chìm chiếc tàu chở hàng Etashima Maru (6.435 tấn) cùng gây hư hại cho những chiếc khác. Chuyến tuần tra kết thúc tại Trân Châu Cảng.

#### Chuyến tuần tra thứ chín
Trong chuyến tuần tra thứ chín, Sunfish quay trở lại khu vực Hoàng Hải vào ngày 23 tháng 10, hoạt động trong thành phần một đội tấn công phối hợp "Bầy sói" vốn bao gồm các tàu ngầm Peto (SS-265) và Spadefish (SS-411). Vào ngày 17 tháng 11, nó phát hiện một đoàn tàu vận tải tám chiếc do tàu sân bay Shin'yō (21.000 tấn) dẫn đầu. Khi chiếc tàu sân bay nhanh chóng đi ra khỏi tầm bắn của Sunfish, nó gửi thông tin đến các tàu ngầm đồng đội, rồi tấn công những chiếc khác trong đoàn tàu, đánh chìm được các tàu chở quân SS Edogawa Maru (6.968 tấn) khiến 2.113 binh lính thiệt mạng, và chiếc SS Seisho Maru (5.463 tấn) khiến 448 binh lính thiệt mạng. Tàu ngầm Spadefish đã phóng ngư lôi đánh chìm tàu sân bay Shinyo cùng Tàu săn ngầm số 156; trong khi Peto đánh chìm các chiếc Aisakasan Maru và Chinkai Maru.
Đến ngày 29 tháng 11, Sunfish đánh chìm được tàu vận tải Dairen Maru (3.748), và cùng ngày hôm đó Spadefish tiếp tục đánh chìm thêm chiếc Daiboshi Maru. Khi chuyến tuần tra kết thúc tại Majuro thuộc quần đảo Marshall vào ngày 19 tháng 12, "bầy sói" đã đánh chìm tổng cộng 59.000 tấn tải trọng tàu đối phương.

### 1945

#### Chuyến tuần tra thứ mười
Rời Majuro vào ngày 15 tháng 1, 1945 cho chuyến tuần tra thứ mười tại các vùng biển Hoa Đông và Hoàng Hải, vào ngày 20 tháng 2, Sunfish gặp tai nạn va chạm với một tảng băng trôi làm hư hại cả hai kính tiềm vọng. Chiếc tàu ngầm buộc phải chấm dứt sớm chuyến tuần tra, và quay trở về Apra Harbor, Guam vào ngày 27 tháng 2 để tiếp liệu và sửa chữa.

#### Chuyến tuần tra thứ mười một
Lên đường vào ngày 31 tháng 3 cho chuyến tuần tra thứ mười một, cũng là chuyến cuối cùng, ngoài khơi các đảo Honshū và Hokkaidō, Sunfish hoạt động tại các lối tiếp cận Căn cứ Hải quân Ōminato trong tháng 4. Vào ngày 9 tháng 4, nó gây hư hại cho một tàu đang rời cảng, nhưng đôi phương rút lui về khu vực được bảo vệ. Năm ngày sau đó nó phóng một loạt ba quả ngư lôi vào một tàu buôn nhưng tất cả đều bị trượt. Trong đợt tấn công vào ngày 16 tháng 4, nó đánh chìm tàu vận tải Manryu Maru (1.620 tấn) và Tàu Phòng vệ Duyên hải số 73, một tàu frigate khoảng 800 tấn. Ba  ngày sau đó, nó tiêu phí hết số ngư lôi còn lại trong đợt tấn công ban đêm được dẫn hướng bằng radar, đánh chìm các tàu chở hàng Kaiho Maru (1.093 tấn) và Taisei Maru (1.948 tấn). Khi quay trở về Trân Châu Cảng vào ngày 28 tháng 4, chiếc tàu ngầm tiếp tục hành trình hai ngày sau đó, quay trở về vùng bờ Tây để được đại tu.
Sau khi được đại tu tại Xưởng hải quân Mare Island từ ngày 7 tháng 5 đến ngày 31 tháng 7, Sunfish quay trở lại Trân Châu Cảng vào ngày 9 tháng 8 và đang chuẩn bị cho chuyến tuần tra tiếp theo khi Nhật Bản chấp nhận đầu hàng vào ngày 15 tháng 8, giúp chấm dứt vĩnh viễn cuộc xung đột. Nó rời vùng biển Hawaii vào ngày 29 tháng 8 để quay trở về vùng bờ Tây, đi đến Mare Island vào ngày 5 tháng 9, và được huẩn bị để ngừng hoạt động. Nó được cho xuất biên chế vào ngày 26 tháng 12, 1945, và được đưa về Hạm đội Dự bị Thái Bình Dương, trở thành chiếc  tàu ngầm lớp Gato đầu tiên được cho xuất biên chế sau chiến tranh. Nó sau đó được sử dụng như tàu huấn luyện cho hải quân Dự bị Hoa Kỳ. Tên nó được cho rút khỏi danh sách Đăng bạ Hải quân vào ngày 1 tháng 5, 1960, và con tàu bị bán cho hãng Learner & Co. tại Oakland, California để tháo dỡ vào ngày 15 tháng 12, 1960.

## Phần thưởng
Sunfish được tặng thưởng chín Ngôi sao Chiến trận do thành tích phục vụ trong Thế Chiến II. Nó được ghi công đã đánh chìm 16 tàu Nhật Bản, bao gồm một tàu frigate, với tổng tải trọng 59.815 tấn, xếp thứ 15 về số lượng tàu trong số tàu ngầm Hoa Kỳ có thành tích nổi bật nhất trong chiến tranh.
|  |                                                       |  |
|  | Bronze star · Bronze star · Bronze star · Bronze star |  |

| Dãi băng Hoạt động Tác chiến  |                                                                         |                                      |
| Huân chương Chiến dịch Hoa Kỳ | Huân chương Chiến dịch Châu Á-Thái Bình Dương với 9 Ngôi sao Chiến trận | Huân chương Chiến thắng Thế Chiến II |